# Eumelea biclarata
Eumelea biclarata là một loài bướm đêm trong họ Geometridae.